# Synagoge (Hradec Králové)
Koordinaten: 50° 12′ 42″ N, 15° 50′ 16″ O

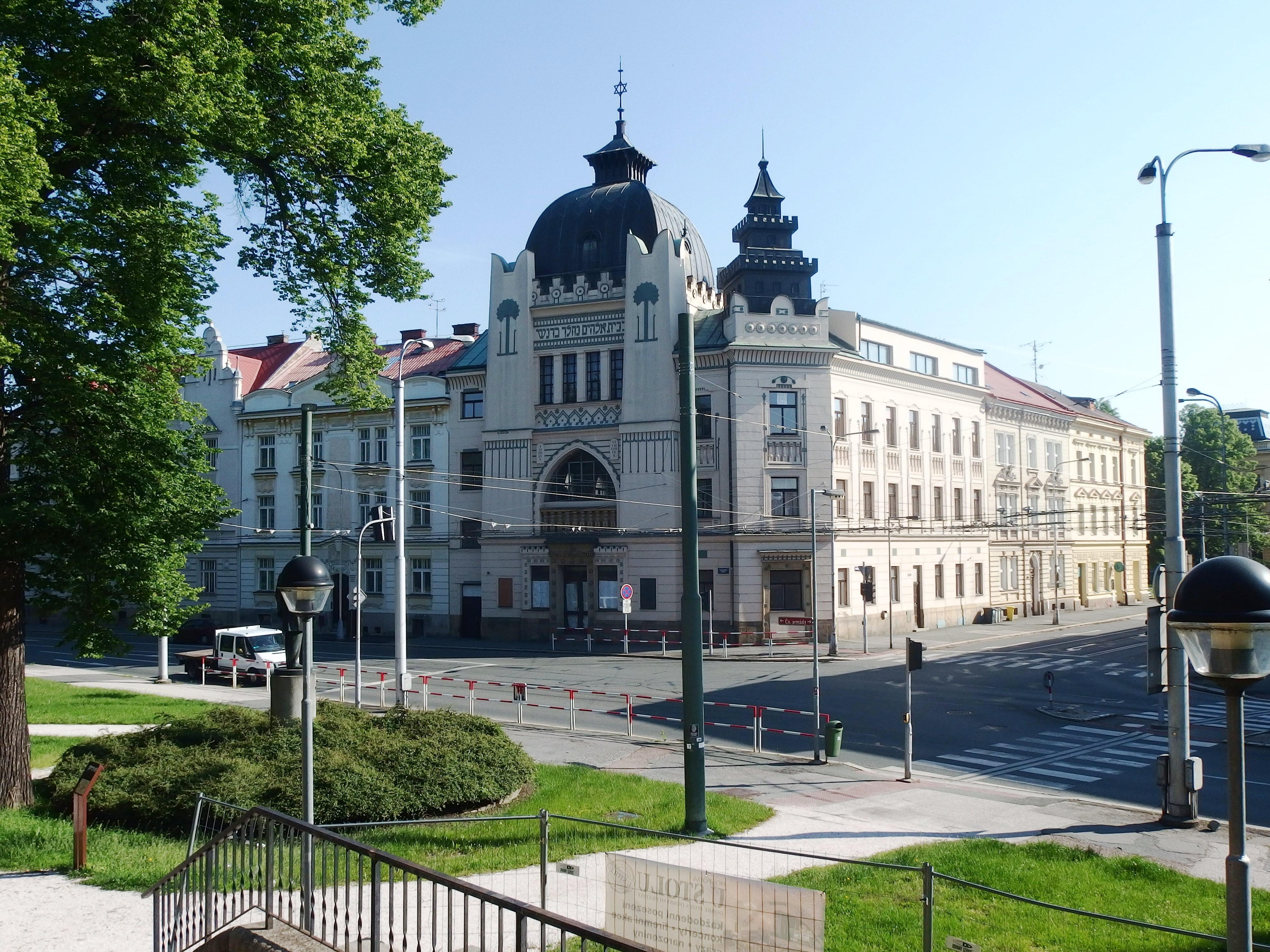
Synagoge in Königgrätz (2019)

Die Synagoge in Königgrätz (tschechisch Hradec Králové), einer tschechischen Stadt in Nordostböhmen, wurde 1904/05 errichtet. Die profanierte Synagoge ist seit 1988 ein geschütztes Baudenkmal.

## Geschichte

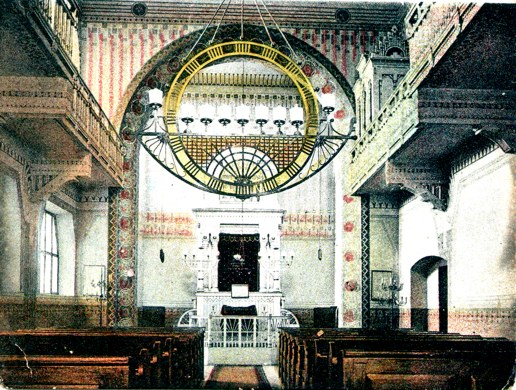
Innenansicht (um 1905)

Die Synagoge im maurischen Stil wurde nach Plänen des Wiener Architekten Václav Weinzettl (1862–1930) erbaut. Im Gebäude befanden sich auch ein Sitzungssaal und die Wohnungen von Rabbiner, Schochet und Hausmeister.
Die Synagoge überstand ohne größere Schäden die Zeit der deutschen Besetzung im Zweiten Weltkrieg. Sie diente nach 1945 nur noch selten für Gottesdienste. 
Heute befindet sich im Synagogengebäude die Staatliche Wissenschaftliche Bibliothek.